# Knobbelig thermozwammetje
Het knobbelig thermozwammetje (Eleutherascus tuberculatus) is een schimmel behorend tot de familie Ascodesmidaceae.

## Kenmerken
Asci zijn 6- tot 8-sporig, eivormig of breed ovaal, omgeven door een dunne blijvende wand en meten 40-55 × 32-40 µm. De ascosporen zijn bruin, bolvormig en meten 10,5-12 × 1,5-2,5 µm.

## Verspreiding
In Nederland komt het uiterst zeldzaam voor.